# Main Event der World Series of Poker 1991
Das Main Event der World Series of Poker 1991 war das Hauptturnier der 22. Austragung der Poker-Weltmeisterschaft in Las Vegas.

## Turnierstruktur
Das Hauptturnier der World Series of Poker in No Limit Hold’em startete am 13. Mai und endete mit dem Finaltisch am 18. Mai 1991. Ausgetragen wurde das Turnier im Binion’s Horseshoe in Las Vegas. Die insgesamt 215 Teilnehmer mussten ein Buy-in von je 10.000 US-Dollar zahlen, für sie gab es 36 bezahlte Plätze.

## Finaltisch

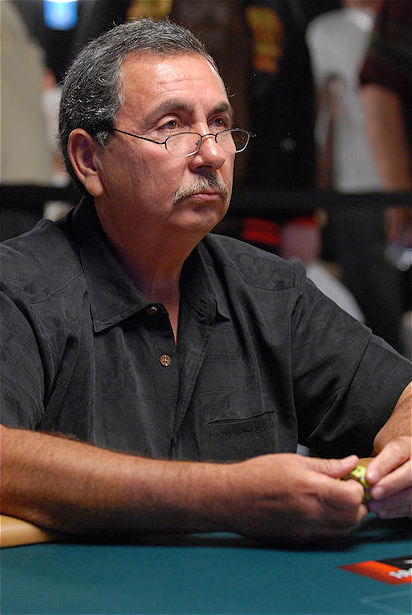
Brad Daugherty (2009)

Der Finaltisch wurde am 18. Mai 1991 ausgespielt. Brad Daugherty erhielt erster Sieger des Main Events eine Million Dollar Preisgeld. In der finalen Hand gewann er mit K♠ J♠ gegen Holt mit 7♥ 3♥.
| Platz | Herkunft           | Spieler        | Preisgeld (in $) |
| ----- | ------------------ | -------------- | ---------------- |
| 1     | Vereinigte Staaten | Brad Daugherty | 1.000.000        |
| 2     | Vereinigte Staaten | Don Holt       | 0.402.500        |
| 3     | Vereinigte Staaten | Bob Veltri     | 0.201.250        |
| 4     | Vereinigte Staaten | Don Williams   | 0.115.000        |
| 5     | Vereinigte Staaten | Perry Green    | 0.069.000        |
| 6     | Vereinigte Staaten | Ali Farsai     | 0.034.500        |